# Неизвестные страницы из жизни разведчика
«Неизвестные страницы из жизни разведчика» — советский героико-приключенческий фильм по мотивам повести Анатолия Азольского «Лишний».

## Сюжет
Советский разведчик заброшен на территорию довоенной Германии с целью проверки агентурной сети. Сеть провалена, он высылает информацию о готовящемся нападении фашистской Германии на СССР. Однако в органах госбезопасности ему не верят, хотят ликвидировать и дают ему задание лично убедиться в надёжности последней явки. Он выполняет задание и, хотя с ним прекращаются контакты, продолжает действовать дальше самостоятельно без поддержки «центра».

## В главных ролях
- Юрий Дуванов — Пётр Ильич Халязин
- Андрей Алёшин — Владимир Азов
- Виталий Зикора — Игнат Барыцкий
- Александра Колкунова — Анна Шумак

## В ролях
- Виктор Степанов — генерал-лейтенант Голиков, начальник Разведупра РККА
- Геннадий Корольков — батальонный комиссар Притула
- Владимир Коренев — оберштурмбаннфюрер Валецки
- Гедиминас Гирдвайнис — подполковник Химмель
- Витаутас Томкус — полковник Фус
- Валерий Ерёмичев — штурмбаннфюрер фон Бюллов
- Марина Голуб — Тереза
- Валерий Афанасьев — командир партизанского отряда
- Антон Сиверс — Мстислав Швятский
- Марина Гольцева — певица
- Элла Киселёва — квартирная хозяйка
- Владимир Тюкин — фон Риттер
- Виктор Мурганов — фон Врубель
- Станислав Стрелков — Ханц
- Владимир Ферапонтов — спутник Владимира
- Галина Казакова — радистка
- Александр Абрамов — немецкий офицер
- Владимир Кузнецов — немецкий офицер
- Екатерина Андреева — пассажирка
- Виктор Башинский — немецкий офицер
- Валентин Смирнов — швейцар

## Съёмочная группа
- Сценарий — Анатолий Азольский, Анатолий Усов
- Режиссёр-постановщик — Владимир Чеботарёв
- Оператор-постановщик — Николай Олоновский
- Художник — Николай Саушин
- Композитор — Вениамин Баснер
- Режиссёр — Эмма Дукельская
- Оператор — Е. Шведов